# Nghĩa trang Mai Dịch
Nghĩa trang Mai Dịch là một nghĩa trang liệt sĩ nằm ở Hà Nội, Việt Nam. Được xây dựng vào năm 1956, đây là nơi an nghỉ của 1.228 liệt sĩ và 395 nhân vật nổi tiếng là cán bộ chính trị cấp cao là Ủy viên Trung ương Đảng trở lên bao gồm Tổng Bí thư, Chủ tịch nước, Thủ tướng, Chủ tịch Quốc hội, các Ủy viên Bộ Chính trị, Ban Bí thư Trung ương, Ủy viên Trung ương Đảng, Bộ trưởng, Thứ trưởng và tương đương; nhà hoạt động xã hội, văn hoá, khoa học, nhà văn, nhà thơ, nhạc sĩ tiêu biểu; các tướng lĩnh công an, quân đội; anh hùng lực lượng vũ trang nhân dân.

## Mô tả
Nghĩa trang được xây dựng từ năm 1956 với tổng diện tích là 5,9 ha. Theo nghị định 105/2012/NĐ-CP ngày 17 tháng 12 năm 2012 của Chính phủ Việt Nam quy định các thành phần cán bộ cao cấp đủ tiêu chuẩn an táng tại đây.
Đó là các cán bộ thuộc Bộ Chính trị quản lý; lão thành cách mạng trước 1945 được tặng thưởng Huân chương Độc lập hạng Nhất trở lên; các nhà hoạt động xã hội, văn hóa, khoa học tiêu biểu được tặng giải thưởng Hồ Chí Minh và được tặng thưởng Huân chương Độc lập hạng Nhất trở lên hoặc là Anh hùng Lực lượng vũ trang nhân dân, Anh hùng Lao động.
Các cán bộ cao cấp bao gồm Tổng bí thư Đảng Cộng sản Việt Nam, Chủ tịch Nước, Chủ tịch Quốc hội, Thủ tướng mà tang lễ được cử hành theo nghi lễ Quốc tang hay cấp Nhà nước. Một số trường hợp đặc biệt như Đại tướng Võ Nguyên Giáp, Thủ tướng Phan Văn Khải, Chủ tịch nước Trần Đại Quang hay Tổng Bí thư Đỗ Mười... được an táng ở quê nhà theo ý nguyện. Một số an táng tại Nghĩa trang Thành phố Hồ Chí Minh như Tổng Bí thư Nguyễn Văn Linh, Thủ tướng Võ Văn Kiệt, Chủ tịch Hội đồng Nhà nước Võ Chí Công, Chủ tịch nước Lê Đức Anh.
Ngoài khu vực gồm 1.228 mộ liệt sĩ chưa xác định được danh tính ở phía sau, thì 395 ngôi mộ của những người nổi tiếng được bố trí dọc theo 2 bên tượng đài tổ quốc ghi công. Hàng phía ngoài hướng ra trục chính, 2 bên mỗi bên 10 hố mộ. Bên phải, ô thứ nhất còn trống, từ ô thứ 2 đến ô thứ 10 là mộ của Lê Duẩn, Phạm Hùng, Trường Chinh, Lê Đức Thọ, Hoàng Quốc Việt, Lê Khả Phiêu, Lê Văn Lương, Đào Duy Tùng, Chu Huy Mân. Bên trái từ ô thứ 1 - 10 là phần mộ của Phạm Văn Đồng, Tôn Đức Thắng, Nguyễn Lương Bằng, Hoàng Văn Thụ, Nguyễn Chí Thanh, Nguyễn Duy Trinh, Trần Quốc Hoàn, Lê Thanh Nghị, Văn Tiến Dũng, Tố Hữu. Các phần mộ khác bố trí theo chiều ngang so với trục chính, trước mộ phần các liệt sĩ vô danh, riêng 1 hàng ngang nằm dọc theo phía trước cạnh 2 hồ nhỏ.
Bộ Xây dựng đề xuất lựa chọn 2 vị trí cụ thể để xây dựng nghĩa trang Mai Dịch mới gồm: Vị trí tại khu vực nghĩa trang Yên Kỳ mở rộng về phía Nam, huyện Ba Vì, cách trung tâm Hà Nội khoảng 60 km về phía Tây theo hướng Quốc lộ 32. Việc xây dựng nghĩa trang tại vị trí này sẽ tiết kiệm được chi phí ban đầu về đầu tư hạ tầng kỹ thuật. Vị trí thứ 2 được Bộ Xây dựng đề xuất là khu vực xã Yên Trung, huyện Thạch Thất, cách trung tâm Hà Nội khoảng 50 km về phía Tây theo hướng Đại lộ Thăng Long kéo dài nối với thành phố Hòa Bình.

## Mộ của nhữngdanh nhân

### Chính trị - Quân sự
- Tôn Đức Thắng
- Lê Duẩn[1]
- Trường Chinh[2]
- Phạm Văn Đồng
- Phạm Hùng
- Lê Quang Đạo
- Lê Khả Phiêu[3]
- Hoàng Văn Thụ
- Phùng Chí Kiên
- Nguyễn Lương Bằng
- Lê Văn Lương
- Lê Thanh Nghị
- Trần Quốc Hoàn
- Nguyễn Duy Trinh
- Nguyễn Chí Thanh
- Hoàng Quốc Việt
- Chu Huy Mân
- Đào Duy Tùng
- Trần Xuân Bách[4]
- Lê Trọng Tấn
- Văn Tiến Dũng
- Hoàng Văn Thái
- Hoàng Sâm
- Đoàn Khuê
- Bùi Phùng
- Giáp Văn Cương
- Nguyễn Cơ Thạch
- Vương Thừa Vũ
- Nguyễn Xiển
- Nguyễn Lam
- Nguyễn Hữu Mai
- Nguyễn Văn Tạo
- Trịnh Hồng Dương[5]
- Đặng Vũ Hiệp[6]
- Hồ Đức Việt
- Song Hào[7]
- Lê Minh Hương[8]
- Vũ Kỳ[9]
- Nguyễn Sơn[10]
- Ngô Bá Thành[11]
- Hoàng Minh Thảo[12]
- Đào Đình Luyện
- Lê Quảng Ba
- Hoàng Ngân
- Đặng Xuân Kỳ
- Trần Đình Hoan
- Xuân Thủy
- Đỗ Quốc Sam
- Hoàng Tùng
- Trần Quyết
- Viễn Chi
- Cư Hòa Vần
- Nguyễn Đức Tâm
- Nguyễn Khắc Nghiên
- Hồng Hà
- Trần Văn Quang
- Nguyễn Thị Quang Thái
- Võ Bẩm
- Nguyễn Nam Khánh
- Đào Trọng Lịch
- Vũ Khoan
- Trần Trác
- Nguyễn Phú Trọng[13][14]
- Nguyễn Quyết

### Văn hóa
- Văn Cao[15]
- Huy Cận[16]
- Nguyễn Phan Chánh[17]
- Xuân Diệu[15]
- Huy Du[18]
- Tố Hữu[19]
- Hà Xuân Trường
- Nguyễn Đình Thi[20]
- Trần Lâm
- Trần Hoàn
- Đặng Thai Mai
- Học Phi

### Khoa học
- Tạ Quang Bửu
- Tôn Thất Tùng
- Ngụy Như Kontum
- Tôn Thất Bách[21]
- Nguyễn Văn Đạo[22]
- Vũ Tuyên Hoàng[23]
- Đỗ Nguyên Phương[24]
- Nguyễn Khắc Viện[25]
- Lê Đình Thám
- Phạm Huy Thông
- Hoàng Đình Cầu
- Nguyễn Khánh Toàn
- Nguyễn Đình Tứ
- Đặng Văn Chung
- Trần Duy Hưng